# Sterdyń (Sokołów)
Pour les articles homonymes, voir Sterdyń.
Sterdyń  [ˈstɛrdɨɲ] est un village polonais de la gmina de Sterdyń du powiat de Sokołów dans la Voïvodie de Mazovie dans le centre-est de la Pologne.
Il est le siège administratif du powiat de la gmina de Sterdyń.
Il est situé à environ 18 kilomètres au nord de Sokołów Podlaski et à 96 kilomètres au nord-est de Varsovie.

Sa population compte 814 habitants en 2005